# Озбърн
Озбърн (на английски: Osburn) е град в окръг Шошони, щата Айдахо, САЩ. Озбърн е с население от 1545 жители (2000) и обща площ от 3,5 km². Намира се на 768 m надморска височина. ЗИП кодът му е 83849, а телефонният му код е 208.